# Зовем те зовем
Зовем те, зовем је шести студијски албум српске фолк певачице Наде Топчагић, издат 1984. године за ПГП РТБ. Продуцент је био Предраг Вуковић Вукас, уз оркестар Драгана Стојковића Босанца.

## Списак песама
| №   | Назив                         | Текст                | Музика                   | Трајање |  |
| 1.  | Загрли ме                     | Славица Вуковић      | Предраг Вуковић Вукас    |         |  |
| 2.  | Михајло Мики Мики             | Гоце Николовски      | Гоце Николовски          |         |  |
| 3.  | Сиротан                       | Славица Вуковић      | Предраг Вуковић          |         |  |
| 4.  | Мајко моја                    | Енвер Шадинлија      | Миша Марковић            |         |  |
| 5.  | Ако ти се још момкује         | Ђуро Бољановић       | Петар Танасијевић        |         |  |
| 6.  | Зовем те зовем                | Радмила Мудринић     | Миша Марковић            |         |  |
| 7.  | Ветре ветре не инати          | Сретен Гајић         | Драган Стојковић Босанац |         |  |
| 8.  | Закуни се да ме волиш         | Јездимир Милутиновић | Предраг Вуковић          |         |  |
| 9.  | Моја река                     | Гојко Ђевић          | Гојко Ђевић              |         |  |
| 10. | Да л још увек рачунаш на мене | Миланко Марсенић     | Радослав Граић           |         |  |